# Tanvi Khanna
Tanvi Khanna (* 23. Juli 1996 in Neu-Delhi) ist eine indische Squashspielerin.

## Karriere
Tanvi Khanna spielte erstmals 2016 auf der PSA World Tour und gewann auf dieser bislang drei Titel. Ihre höchste Platzierung in der Weltrangliste erreichte sie mit Rang 69 am 4. September 2023. Mit der indischen Nationalmannschaft nahm sie 2018 an der Weltmeisterschaft teil. Bei Asienspielen sicherte sie sich mit der Mannschaft 2018 die Silbermedaille. Bei den 2023 ausgetragenen Asienspielen 2022 in Hangzhou gewann sie mit der Mannschaft Bronze.
Sie studierte im Hauptfach Psychologie an der Columbia University, für die sie auch im College Squash aktiv war.

## Erfolge
- Gewonnene PSA-Titel: 3
- Asienspiele: 1 × Silber (Mannschaft 2018), 1 × Bronze (Mannschaft 2022)